# Ambelopoulia
 (mai 2024).
L'ambelopoulia (grec moderne : αμπελοπούλια) est un mets controversé de petits oiseaux grillés, frits, en saumure ou bouillis qui est un plat traditionnel apprécié par les Chypriotes natifs et servi dans certains restaurants chypriotes.

## Description
La recette originale de ce plat est interdite à Chypre car cela implique la chasse à la glu tels que les fauvettes à tête noire et les rouge-gorges familiers. Le piégeage tue les oiseaux sans distinction, ce qui entraîne la mort d'espèces d'oiseaux migrateurs protégées au niveau international. La mise en œuvre de l'interdiction a été laxiste, de sorte que de nombreux restaurants servent ce plat sans en subir les conséquences. On estime qu'environ 2,4 millions d'oiseaux ont été tués à Chypre en 2010. Selon un rapport de BirdLife Chypre publié en 2014, plus de 1,5 million d'oiseaux migrateurs sont tués annuellement, et le nombre augmente chaque année. En 2015, on estime que plus de 2 millions d'oiseaux avaient été tués, dont plus de 800 000 sur les territoires britanniques d'Akrotiri et Dhekelia, et 800 000 supplémentaires à l'automne 2016,,.
Les oiseaux sont piégés de deux manières. La première consiste à utiliser des filets de pêche en nylon noir à mailles fines, difficilement visibles, tendus entre des acacias plantés. Des appeaux électroniques attirent les oiseaux pour qu'ils s'emmêlent les ailes et les pattes, ou bien des graviers sont apportés par camion et jetés au pied des arbres pour effrayer les oiseaux et les faire tomber dans les filets. L'autre méthode de piégeage utilise des bâtons de colle fabriqués soit à partir des baies d'un arbre local, soit par la méthode de la chasse à la glu. Les bâtons de colle sont placés sur les branches des arbres et tout oiseau qui s'y perche reste collé jusqu'à ce que le trappeur revienne pour le tuer (généralement avec un cure-dent dans la gorge). Souvent, les pattes des oiseaux sont tellement collées aux bâtons de colle qu'il faut les arracher. Les protestations contre l'élimination du maquis d'acacias ont permis de conserver 36 hectares en 2016, contre 56 hectares en 2014.
Les piégeurs défendent leur activité en citant la pratique de la collecte de nourriture traditionnelle chypriote et en affirmant qu'il s'agit d'une source importante de protéines pour les indigènes depuis plusieurs milliers d'années, même si la pratique est illégale depuis 1974. Birdlife Chypre a identifié les restaurants comme les principaux coupables car ils fournissent les incitations financières. L'enthousiasme des Chypriotes et de nombreux autres visiteurs de l'île pour ce mets délicat, malgré son illégalité, a entraîné le développement d'une industrie très rentable. Le braconnage de l'ambelopoulia a augmenté ces dernières années, impliquant en 2011 une « opération mafieuse » comprenant des braconniers, des revendeurs, des exportateurs et des restaurateurs qui participent à ce commerce illégal estimé à environ 5 millions d'euros à l'époque. Les oiseaux se vendraient cinq euros chacun et les autorités chypriotes estiment qu'ils ont rapporté aux criminels de l'île 15 millions d'euros en 2015.
Les entrailles des oiseaux n'étant pas retirées, car il n'est pas rentable de le faire, le consommateur est encouragé à avaler l'oiseau en entier. Les convives sans méfiance peuvent se voir servir des oiseaux d'élevage beaucoup moins chers, tels que des cailles immatures, par certains restaurants.